# Викторов, Борис Алексеевич
Борис Алексеевич Викторов (10 декабря 1916, ст. Милославская — 15 апреля 1993, Москва) — заместитель главного военного прокурора Советского Союза, заместитель министра внутренних дел СССР. Генерал-лейтенант юстиции, кандидат юридических наук.

## Биография
Родился 10 декабря 1916 года на ст. Милославская Рязанской области
В прокуратуру пришел по путевке комсомола в городе Венёв в 1934 году, когда ему было 18 лет. В Советской армии с 1941 года. Участник Великой Отечественной войны. В октябре 1941 г. назначен помощником военного прокурора Тульского гарнизона. В 1945 г. назначен помощником военного прокурора Тбилисского военного округа. С 1946-го — заместитель военного прокурора 4-й Армии. С 1947 г. был военным прокурором Бакинского гарнизона, военным прокурором 4-й Армии.
В 1953 году как военный прокурор Западно-Сибирского округа участвовал в первых процессах по расследованию фальсификации дел работниками НКВД.
В январе 1955 года получил назначение на должность заместителя Главного военного прокурора Советской Армии и Военно-Морского Флота.
Окончил Всесоюзный заочный юридический институт. Прошел все ступени военно-юридической службы. В 1954 году был военным прокурором Западно-Сибирского военного округа. С этой должности его в январе 1955 года перевели в Москву заместителем Главного военного прокурора, где он возглавил специальную группу, которая занялась расследованием жалоб и писем по поводу реабилитации репрессированных. Занимался реабилитацией по 58-й статье в период хрущевской Оттепели.
В 1967 году был назначен заместителем Министра внутренних дел СССР.
В период работы заместителем Министра внутренних дел СССР был консультантом (1971—1982) сериала «Следствие ведут ЗнаТоКи» (вместе с полковником Владимиром Статкусом).
В ноябре 1978 году вышел в отставку.
По данным электронного каталога РГБ с 1960 по 1990 год вышло 15 книг и учебников его авторства.
Похоронен на Троекуровском кладбище в Москве.

## Сочинения
- Викторов Б. А., Лискин А. А. Советский закон на страже мира. — М.: Госюриздат, 1960. — 68 с.
- Викторов Б. А. Цель и мотив тяжких преступлений. — М.: Госюриздат, 1963 — 82 с.
- Викторов Б. А. Шпионы под маской туристов. — М.: Воениздат, 1963. — 56 с.
- Викторов Б. А. Уголовный процесс: учебник для спец. сред. учеб. заведений. —М. Юрид. лит., 1970—487 с.
- Викторов Б.А. Общие условия предварительного расследования в советском уголовном процессе : учеб. пособие. ― М.: Высш. школа МВД СССР, 1971. ― 59 с.
- Советский уголовный процесс : Общая часть : [учебник для вузов МВД СССР]. Под общ. ред. Б. А. Викторова и В. Е. Чугунова. ― М.: Высш. школа МВД СССР, 1973. ― 253 с.
- Советский уголовный процесс : учебник для сред. юрид. учеб. заведений. Под ред. ген.-лейт. юстиции Б. А. Викторова. ― М.: Юрид. лит., 1975. ― 559 с.
- Криминалистика : учебник для юрид. вузовю Под ред. Б. А. Викторова и проф. Р. С. Белкина. ― М. : Юрид. лит., 1976. ― 549 с
- Викторов Б.А. Правовые основы деятельности органов внутренних дел. ― М.: Юрид. лит., 1979. ― 159 с.
- Викторов Б. А. «И поставил свою подпись…». // «Военно-исторический журнал». — 1989. — № 4. — С.45-31.
- Викторов Б. А. Без грифа «Секретно»: Записки военного прокурора. — М.: Юридическая литература, 1990. — 336 с. — (Возвращение к правде). — 200 000 экз. — ISBN 5-7260-0215-6.
- Викторов Б. А. Как мы реабилитировали «заговорщиков». Записки военного прокурора. С.8-29 Кровавый маршал. Михаил Тухачевский 1893—1937. — Москва: Корона принт, 1997. — 384 с. — ISBN 5-7931-0005-9.

## Награды
- январь 1976 года — Почетная грамота Президиума Верховного Совета РСФСР